# 何道洪

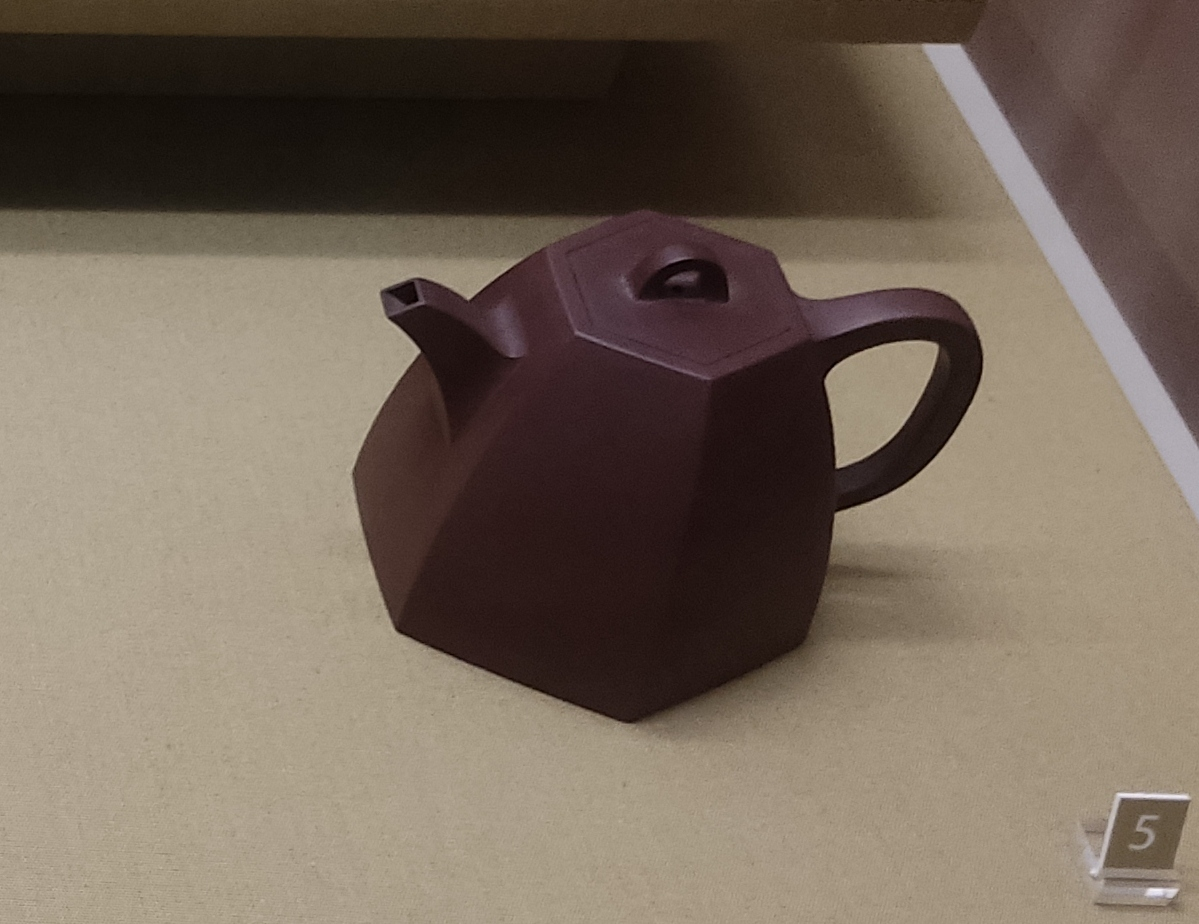
何道洪制素身六方壶（香港茶具文物馆藏）

何道洪（1943年—），紫砂壶名家，首届中国陶瓷艺术大师。

## 生平
何道洪出生于宜兴丁蜀镇。1958年进入宜兴紫砂工艺厂学习制陶，先后师从紫砂大家王寅春、裴石民。1975年赴中央工艺美术学院进修，专攻造型设计，期间接受梅健鹰、张守智、杨永善等指导。张守智曾称他“在造型形体上表现出来的力度是紫砂艺术上的重大突破，自清代邵大亨以来，没有一个人能达到如此的境界”。故宫博物院、南京博物院、上海博物馆、香港茶具文物馆、大英博物馆等海内外知名博物馆都收藏有其作品。
何道洪个人作品集《珍壶藻鉴》于2000年出版。他于1996年被授予第一批“江苏省工艺美术大师”称号。2003年，获颁首届“中国陶瓷艺术大师”。2005年获正高级工艺美术师职称。

## 家庭
何道洪有女何燕萍、何叶。两人皆女承父业，成为紫砂陶艺家。